# Helena Fernán-Gómez
Helena Fernández-Gómez Fernández, más conocida como Helena Fernán Gómez, es una actriz española.

## Biografía
Es hija del actor, director y escritor Fernando Fernán Gómez y de la cantante María Dolores Pradera; nieta de los actores de teatro Carola Fernán Gómez y Fernando Díaz de Mendoza y Guerrero (que tuvieron a Fernando como hijo extramarital), y bisnieta de la también actriz teatral María Guerrero.
Es madre de la cineasta Helena de Llanos (n. 1983).

## Trabajos

### Televisión
- El pícaro (de Fernando Fernán Gómez, 1974) TVE

### Cine
- Batida de raposas (de Carlos Serrano, 1976)
- El secreto inconfesable de un chico bien (de Jorge Grau, 1976)
- Arrebato (de Iván Zulueta, 1979)
- El viaje a ninguna parte (de Fernando Fernán Gómez, 1986)
- Pesadilla para un rico (de Fernando Fernán Gómez, 1996)

### Teatro
- Del rey Ordás y su infamia (de Fernando Fernán Gómez, 1983)